# Sergius
Sergius ist ein lateinischer Gentilname vermutlich etruskischen Ursprungs. Er bedeutet so viel wie aus dem Geschlecht der Sergier stammend. Die altrömische gens Sergia war ein patrizisches Geschlecht, das in der frühen Republik seine Blütezeit hatte.

## Varianten
Von Sergius abgeleitet wurden unter anderem:
| - Serge (französisch) - Sergei (russisch) - Sergi (katalanisch) - Sergio (italienisch, spanisch) | - Sérgio (portugiesisch) - Sergios (griechisch) - Sergiu (rumänisch) | - Sarğīs, Sarkis (arabisch) - Sergiusz (polnisch) - Serhij (ukrainisch) |

## Bekannte Namensträger

### Päpste
- Sergius I., Papst von 687 bis 701
- Sergius II., Papst von 844 bis 847
- Sergius III., Papst von 904 bis 911
- Sergius IV., Papst von 1009 bis 1012

### Weitere Personen
Antike (chronologisch)
- Marcus Sergius Esquilinus, Decemvir legibus scribundis 450 v. Chr.
- Lucius Sergius Fidenas (Konsul 437 v. Chr.), römischer Konsul 437 v. Chr.
- Lucius Sergius Fidenas (Konsulartribun 397 v. Chr.), römischer Konsulartribun 397 v. Chr.
- Gnaeus Sergius Fidenas Coxo, römischer Konsulartribun 387, 385 und 380 v. Chr.
- Marcus Sergius Silus (3. Jahrhundert v. Chr.), römischer Offizier und Politiker
- Lucius Sergius Catilina (* vermutlich 108 v. Chr.; † 62 v. Chr.), römischer Politiker, Kandidat für das Konsulat 64 und 63 v. Chr., Anführer der Catilinarischen Verschwörung
- Lucius Sergius Paulus, römischer Statthalter (Proconsul) in der Provinz Cyprus unter Claudius
- Lucius Sergius Paullus, römischer Konsul 168
- Sergius, frühchristlicher Märtyrer († ~303), siehe Sergios und Bakchos
- Flavius Sergius, Konsul 350
- Sergius Bhira (der Hochgeschätzte, auch Bouhayra; um 600), jüdischer Mönch, der Mohammed seinen Status als Prophet zuwies, siehe Bahīrā

Mittelalter
- Sergius I. (Neapel) († 864), Herzog von Neapel
- Sergius VII. (Neapel) († 1137), Herrscher des Herzogtums Neapel
- Sergius von Radonesch (~1319–1392), russischer Heiliger

Neuzeit (alphabetisch)
- Sergius I. (Patriarch) (1867–1944), russischer Patriarch
- Sergius Buckmeier (* 1985), deutscher Schauspieler
- Sergius Golowin (1930–2006), Schweizer Publizist und Schriftsteller
- Sergius Heitz (1908–1998), deutsch-französischer römisch-katholischer, später orthodoxer Priester und Theologe
- Sergius Pauser (1896–1970), österreichischer Maler von Landschaften, Stillleben und Porträts
- Sergius Ruegenberg (1903–1996), deutscher Architekt, Designer und Zeichner
- Sergius Yakobson (1901–1979), russisch-deutsch-US-amerikanischer Bibliothekar, Historiker und Sowjetologe

Zweitname
- Philipp Sergius Fischinger (* 1979), deutscher Rechtswissenschaftler

### Variante Sergiusz
- Sergiusz Piasecki (1901–1964), polnischer Schriftsteller
- Sergiusz Wołczaniecki (* 1964), polnischer Gewichtheber